# 根室車石

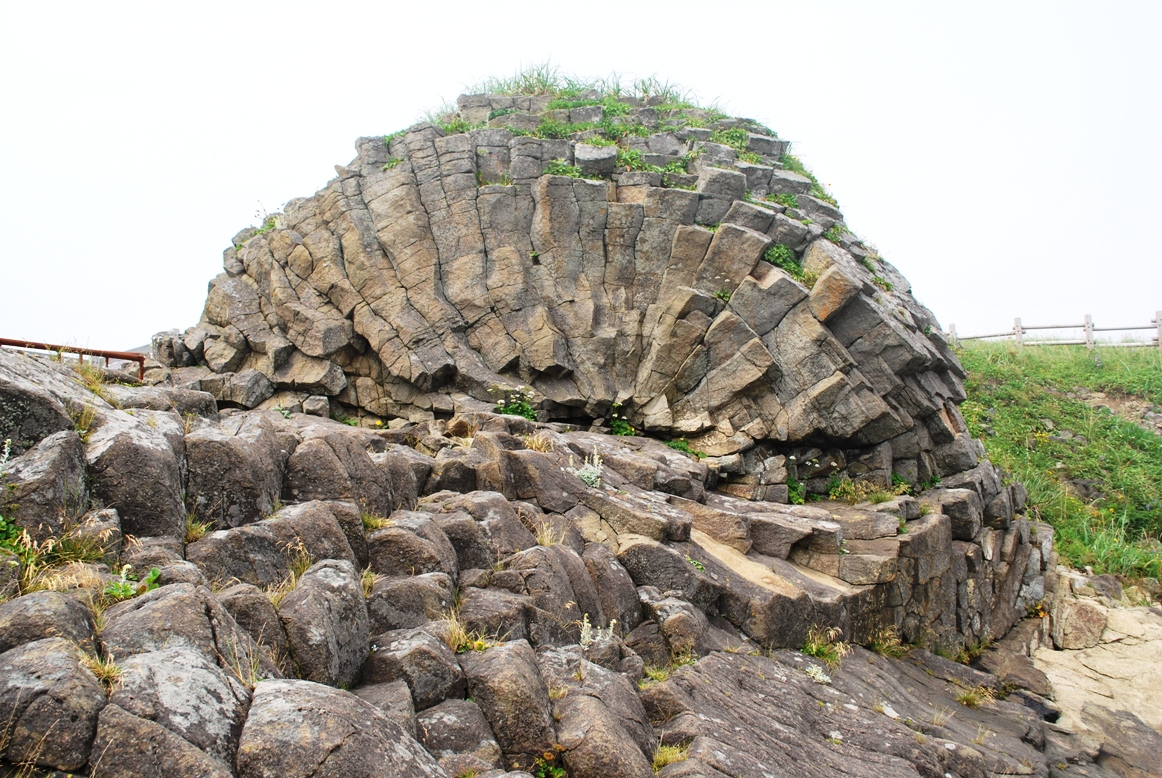
放射状節理の根室車石

根室車石（ねむろくるまいし）は、北海道根室市の根室半島花咲岬附近一帯に広く分布し、方沸石を含み、アルカリ分に富む玄武岩質岩石中に見事な放射状節理の発達した球状岩体である。中央から放射状に割れ目が入るさまを轂から輻が放射状に延びる車輪の形状にたとえて「車石」と呼ばれる。
1939年（昭和14年）9月7日に、国の天然記念物となった。

## 概要
その形成当時は、白亜紀（6千万年 - 1億3千万年前）と言われた時代で、アンモナイト・イノセラムスなどの動物が住めるような今より暖かい海であった。
その海底の地下深くより千度以上もの温度を持ったマグマが上昇し、海水を含んだ泥（根室層と言われている）の附近で水平に方向を変え、溶岩となって泥の中へ浸入し、そこで泥の中の海水は、この溶岩を冷やすことになる。
表面は冷やされるため、初めは柱状節理と言われる柱のようになった割れ目ができるが、内部はまだ溶けており、後方から送られる溶岩によって先に進んでいき先端部より海水が浸入し内部を急冷する。
このような溶岩を「枕状溶岩」といい、この半島での岩質は粗粒玄武岩と言われており一般に長径1 - 2メートル、最大で6メートルにおよぶものもある。
このような火成岩の典型的な放射状節理構造は例も少なく、学術上貴重であり、太平洋に面する断崖に球状岩体が多数重なる様は、一大奇観を成している。
アニメ『ゴールデンカムイ』の第32話では、「人斬り用一郎」と呼ばれた土井新蔵を土方歳三らが根室まで追い、殺害する場面でこの石が登場する。
2022年12月、車石への遊歩道が高潮被害を受け一部通行止めとなった。